# Distretto di Jessore
Il distretto di Jessore è un distretto del Bangladesh situato nella divisione di Khulna. La città principale è Jessore.

## Suddivisioni
Il distretto si suddivide nei seguenti sottodistretti (upazila):
- Abhaynagar
- Bagherpara
- Chaugachha
- Jessore Sadar
- Jhikargachha
- Keshabpur
- Manirampur
- Sharsha